# Necmettin Sadak

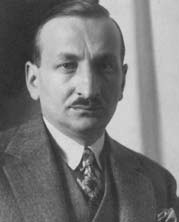
Necmettin Sadak

Necmettin Sadık Sadak (* 1890 in Isparta; † 21. September 1953 in New York City) war ein türkischer Diplomat, Journalist und Außenminister der Türkei.
Er wurde als Sohn von Sadık Şihabeddin Bey 1890 geboren. Die Grundschule besuchte Sadak in Edirne und die Mittelschule in İzmir und Konya. Nachdem sein Vater zum Gerichtspräsidenten in İstanbul befördert worden war, absolvierte Sadak das Galatasaray-Gymnasium 1910. Danach absolvierte er die Universität in Lyon (Humanwissenschaft) und kehrte 1914 zurück. Während seiner Zeit in Frankreich schrieb er in der Zeitung Le Progrès und machte seine ersten Erfahrungen als Journalist. Sadak arbeitete als Übersetzer im Bildungsministerium. 1916 wurde er Assistenzlehrer für Soziologie an der Universität İstanbul. Nach dem Tod Ziya Gökalps, der diese bis dahin innegehabt hatte, übernahm Sadak die Professur für Soziologie.
1918 gründete er mit einigen Freunden die Tageszeitung Akşam, deren Eigentümer und Autor er bis zu seinem Tod blieb. Er war der erste Chefredakteur der Zeitung. Sadak unterstützte den Türkischen Befreiungskrieg mit Artikeln in der Zeitung. Von 1928 bis 1950 war er Abgeordneter in der Großen Nationalversammlung der Türkei für die Provinz Sivas. Zwischen 1925 und 1926 war Sadak Präsident des Fußballklubs Galatasaray.
Sadak war Delegierter der Republik Türkei bei der Genfer Abrüstungskonferenz von 1932, beim Vertrag von Montreux von 1936 sowie beim Völkerbund. In den dreißiger und frühen vierziger Jahren gehörte Sadak zu jener Fraktion innerhalb der damaligen Staatspartei CHP, die mit Nazideutschland sympathisierte, was sich auch in der Ausrichtung der Zeitung widerspiegelte. Am 16. Januar 1947 wurde er Außenminister. Sadak blieb im Amt bis zum Wahlsieg der Demokratischen Partei am 22. Mai 1950.
Sadak schrieb das Buch Sosyoloji im Jahre 1936. Es wurde jahrelang an Hauptschulen verwendet.
Sadak starb am 21. September 1953 an Krebs im Memorial-Krankenhaus.